# Итий
Итий — трудноопределимая местность в Древней Галлии. Её искали чаще всего в Булони, Виссане, Амблетезе и устьях Соммы.
Итий — название, данное полководцем Юлием Цезарем главному порту, который он использовал как отправной пункт во время своей второй экспедиции в Британию в 54 году до н. э. Вероятнее всего порт находился рядом с возвышенностями вокруг мыса Грин (лат. Promuntorium Itium), но точное месторасположение спорно. Возможно, что Цезарь использовал тот же порт во время своей первой экспедиции, но он сам вообще не упоминает название порта. Из этого делается вывод, что отправными точками двух кампаний были разные места. По общему мнению, во время первой экспедиции Цезарь отправлялся в Британию из Булони. Такое же мнение было широко распространено и о второй экспедиции, но Т. Райс Холмс в своей статье в Classical Review (май 1909 года) дал веские основания для поиска Ития у Виссанта в четырёх милях к востоку от мыса Грин. Главным доказательством Холмса является то, что Цезарь не мог одновременно поместить в небольшой булонской гавани 80 судов.
Булонь, как предполагается, была отправной точкой для завоевания Британии Авлом Плавтием в 43 году, хотя Дион Кассий об этом не писал. Император Клавдий отправлял Плавцию подкрепление из Гезориака (совр. Булонь).